# Иваниш Павлович
Иваниш Павлович (на босненски: Ivaniš Pavlović) (юни 1423 – ноември 1450) е босненски войвода от рода Павловичи.
Точната дата на раждането му е известна, защото е отбелязана в дубровнишките регистри, тъй като Дубровник изпраща поздравления на баща му, войводата Радослав Павлович, по случай раждането на първородния му син. Майката на Иваниш е Теодора, племенница на Сандал Косача.
В края на 1426 г. Дубровник иска от баща му да се закълне в тригодишния си тогава син Иваниш, че няма да се отметне от сключения с тях договор за продажбата на неговата половина от Конавле. Това сочи колко непредвидим като съсед е бил за тях Радослав Павлович, който действително по-късно през 1430 г. оспорва този договор. Така или иначе през 1426 г. Радослав не полага клетва в името на сина си, но все пак се съгласява да подпише договора от свое име и от името на сина си Иваниш.
Иваниш поема властта над семейните владения след смъртта на баща си през 1441 г. Неговата позиция като владетел е силно отслабена, тъй като през 1438 г. Стефан Косача е отнел от баща му родовите им имения в Требине.
Оженва се през 1449 г., а през ноември 1450 г. умира от заболяване на 27-годишна възраст. Не оставя потомство. Наследен от братята си Петър II Павлович и Никола Павлович.